# Giovanni Boano
Giovanni Boano (Castell'Alfero, 16 agosto 1922 – Castell'Alfero, 2 settembre 1994) è stato un politico italiano.

## Biografia
Giovanni Boano nasce nella provincia astigiana a Castell'Alfero, durante la sua giovinezza nasce la passione per la poesia acquisita nel periodo scolastico. Subito dopo l'Armistizio dell'8 settembre 1943 contribuisce alla creazione del primo nucleo di Resistenza: la banda entra poi a far parte del G.M.O. (Gruppo Mobile Operativo) della formazione partigiana di Giustizia e Libertà, inglobata nella VI^ Divisione Autonoma Alpina Asti del comandante Giovanni Toselli "Otello", che proprio a Castell'Alfero aveva avuto i primi contatti con esponenti della Resistenza.
Nell'immediato dopoguerra Boano, laureatosi in lettere e filosofia all'Università di Torino, diviene dirigente prima di Azione Cattolica e poi della Democrazia Cristiana astigiana, con la quale condivise la fondazione in un rinnovato interesse della Chiesa locale per le questioni politiche. Nel partito è un esponente della minoranza di sinistra, portavoce della corrente di Iniziativa democratica, assumendone nel 1963 la guida della segreteria provinciale. Con l'evoluzione di nuovi equilibri interni al partito, Boano nel 1968 viene eletto Senatore per il collegio di Asti, occupando per due legislature il seggio che per molti anni fu dell'avvocato Leopoldo Saracco. 
Parlamentare europeo fino al 1976, ne presiedette varie Commissioni, certamente aiutato da una particolare passione per le lingue che lo aveva reso poliglotta.
Insegnante di lettere nell'astigiano Istituto Giobert, incarico a cui tenne sommamente quale sua più appassionante attività, poeta, fondò in Asti con Eugenio Guglielminetti, Osvaldo Campassi, Ileana Ghione e altri il circolo culturale “La Giostra" che, grazie anche ad un prestigioso cineclub, ebbe tanta parte nella vita culturale astigiana.
Ritiratosi dalla politica attiva ottiene poi l'incarico, per una decina d'anni, della Presidenza della Cassa di Risparmio di Asti. È morto a 72 anni il 2 settembre 1994 lasciando la moglie Piera e tre figli. Nel 2007 la città di Asti gli ha intitolato una via ed il Comune di Castell'Alfero un parco giochi.